# Embaúba (ort)
Embaúba är en ort i Brasilien.   Den ligger i kommunen Embaúba och delstaten São Paulo, i den sydöstra delen av landet, 600 km söder om huvudstaden Brasília. Embaúba ligger 557 meter över havet och antalet invånare är 2 423.
Terrängen runt Embaúba är huvudsakligen platt. Embaúba ligger uppe på en höjd. Närmaste större samhälle är Cajobi, 11,7 km norr om Embaúba.
Trakten runt Embaúba består till största delen av jordbruksmark. Runt Embaúba är det ganska glesbefolkat, med 39 invånare per kvadratkilometer.